# Combat de Morell i Vilallonga

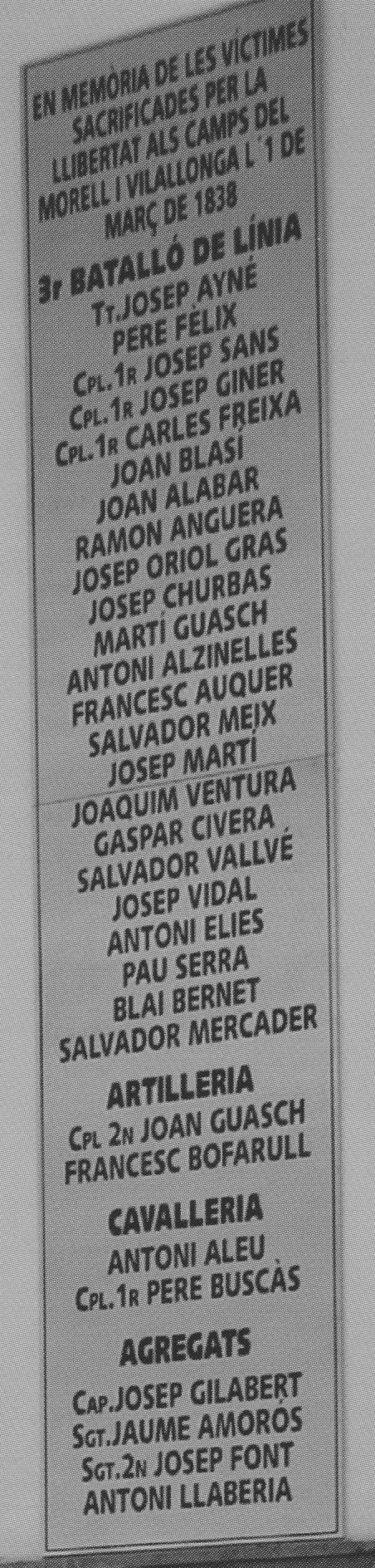
Una de les làpides amb els noms dels morts dels fets militars del Morell i Vilallonga

El Combat de Morell i Vilallonga és una acció bèl·lica durant la Primera guerra carlina. Va tenir lloc l'1 de març de 1838 als voltants dels pobles del Morell i Vilallonga quan un batalló de milicians liberals reusencs va caure en un parany dels carlins i en van morir 130. L'acció restà en el record de la ciutat de Reus fins ben entrat el segle xx.

## Fet històric
El primer de març una partida de carlins va sorprendre els carruatges públics que portaven correu i passatgers de Tarragona a Reus per la carretera Amàlia i van fer presoners alguns viatgers. Quan la notícia va arribar a Reus, l'alcalde Pau Font va ordenar que es toquessin les campanes i, congregats a la plaça de les Monges, davant del convent, (on actualment hi ha la plaça de Prim), es van formar dos batallons de la Milícia. El primer va sortir cap a la Selva del Camp, i el segon, cap a la carretera de Sant Ramon.
A la carretera de Sant Ramon, que comunica Reus amb el Morell, els dos bàndols es van enfrontar. Els liberals reusencs van disparar i matar entre deu i dotze carlins. Aquests es van retirar en direcció al Morell perseguits pels milicians, però a les envistes del poble, amagada a la població veïna de la Pobla de Mafumet, els esperava una divisió carlina comandada pel comandant Llarg de Copons. Els carlins van disparar contra els miquelets i van matar-ne alguns. Les files dels liberals, desbordades per la gran quantitat d'enemics i veient que la cavalleria que portaven havia desaparegut, es van dispersar pel terme. Alguns es van poder fer forts a les cases i l'església de Vilallonga del Camp. Mentre els que queien en mans dels carlins eren afusellats de forma immediata.
Els milicians refugiats a l'església de Vilallonga van tocar les campanes per demanar auxili. Els del primer batalló dirigits pel comandant Francesc Subirà, conegut per Rosset., els van sentir des de Reus i van córrer a auxiliar-los. L'historiador Pere Gras afirma que el periodista Pere Soriguera del diari reusenc La Joven España va enardir els membres de la columna liberal comandada per Francesc Subirà amb un abrandat discurs que acaba amb el crit de "A vèncer o a morir". Quan van arribar a la carretera de Sant Ramon, el comandant Subirà va advertir a la tropa del perill que corrien i els va preguntar si estaven disposats a auxiliar els seus compatriotes. Els hòmens van acceptar i van formar dues companyies que es desplegaren en guerrilla situant-se al flanc dels carlins. El batalló, a pas de marxa i amb els timbals sonant, va atacar frontalment, aconseguir fer marxar els carlins i, en conseqüència, va poder recollir els milicians assetjats i els dispersos.
Acabats els fets bèl·lics, els liberals va marxar de tornada a Reus passant per Constantí. A la ciutat de Reus un soldat de cavalleria ja havia escampat la notícia i els reusencs, sobretot les mares amb fills a la milícia, es van alarmar per les conseqüències del combat. A les 9 del vespre van retornar els milicians supervivents. Hi havia hagut 130 milicians morts. El dol fou majoritari i per ajudar els orfes i les vídues es van utilitzar diners públics i es van organitzar representacions teatrals a càrrec de joves aficionats i membres de la milícia al Teatre de les Comèdies. També es van rebre diners d'una subscripció pública que s'havia obert a través dels diaris barcelonins.

## Homenatges
El 7 de març de 1840, dos anys després, es van celebrar uns solemnes funerals per les 130 víctimes de la Milícia i es va organitzar una desfilada amb els batallons del Quarter de cavalleria, els milicians i les forces d'artilleria. El dia abans havien recollit les restes de tots els combatents difunts al cementiri del Roser i foren portats fins a la Prioral de Sant Pere. A la missa de difunts, el capellà, Albí Òdena, va fer una relació molt intensa dels fets ocorreguts dos anys abans. Quan va acabar la missa es van tornar a portar les restes al cementiri. Els 130 cossos van ser dipositats en una fossa comuna amb una placa commemorativa amb els noms de tots els morts.

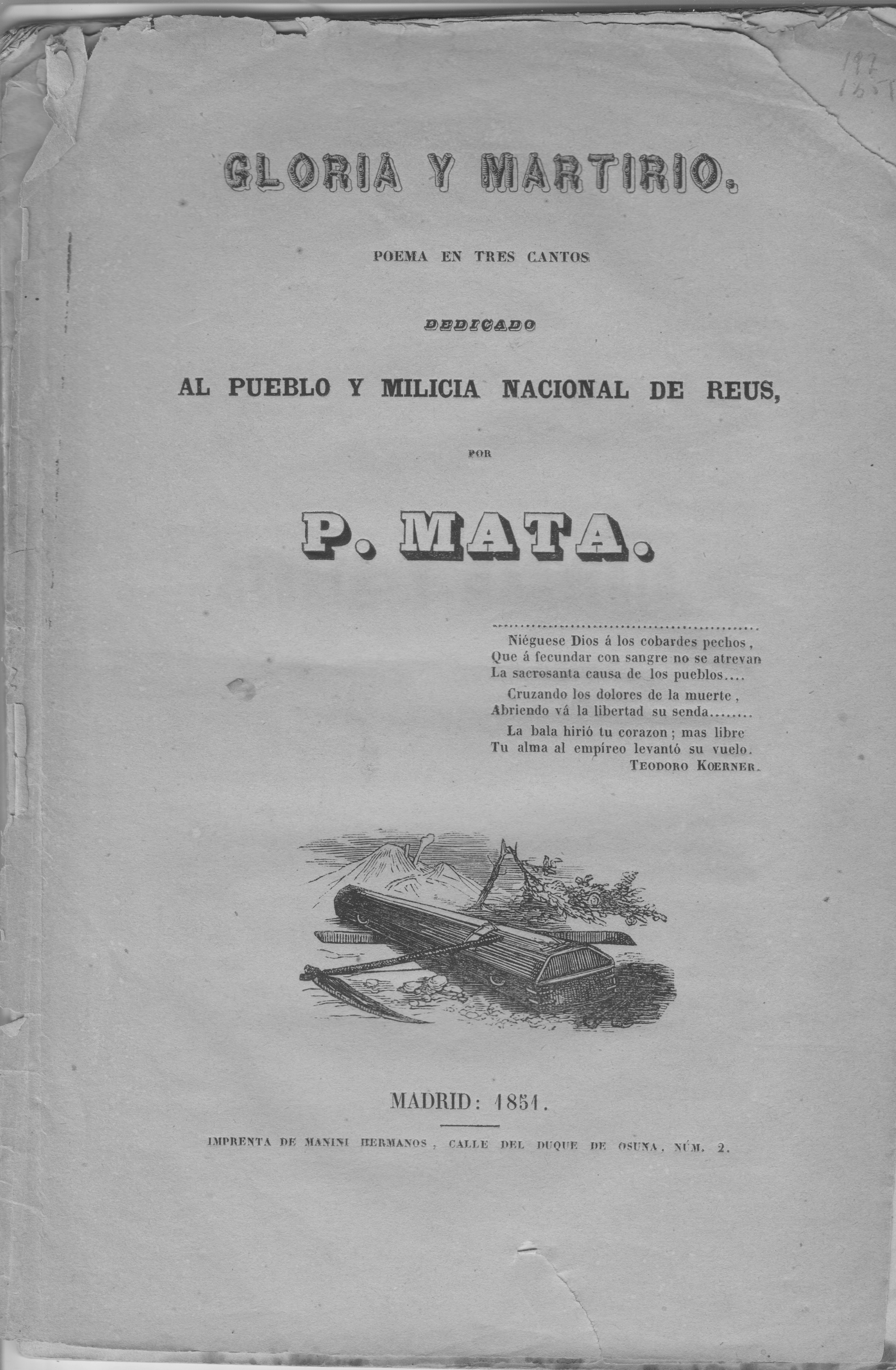
Portada del poema Gloria y martirio de Pere Mata Fontanet.

El 1851, el metge Pere Mata, contemporani dels fets i que els havia seguit des del diari La Joven España, en va publicar el poema Gloria y martirio: poema en tres cantos dedicado al pueblo y Milicia Nacional de Reus. El poema comprèn de la pàgina quinze a la quaranta-sis. Les restants són els epígrafs "Cuatro palabras", "A mis compatriotas", "Notas sobre la batalla del Morell i Vilallonga" i una relació dels milicians que van morir en aquella acció.
L'1 de març de 1874 es va voler celebrar una commemoració pública amb la voluntat de convertir-la en una jornada d'afirmació democràtica.
Fins al 1878, al cap de 40 anys dels fets, no es va fer un reconeixement públic als supervivents del combat quan es van distribuir medalles entre els que restaven vius en un acte solemne al Teatre de les Comèdies. Se'n va publicar un fullet commemoratiu l'any següent: Solemne distribución de medallas á los milicianos nacionales de la ciudad de Reus que asistieron á la memorable accion librada en los campos de Morell y Vilallonga contra quintuplicadas fuerzas carlistas el dia 1º de marzo de 1838. Reus: Establecimiento tipográfico de Sabater, 1879.

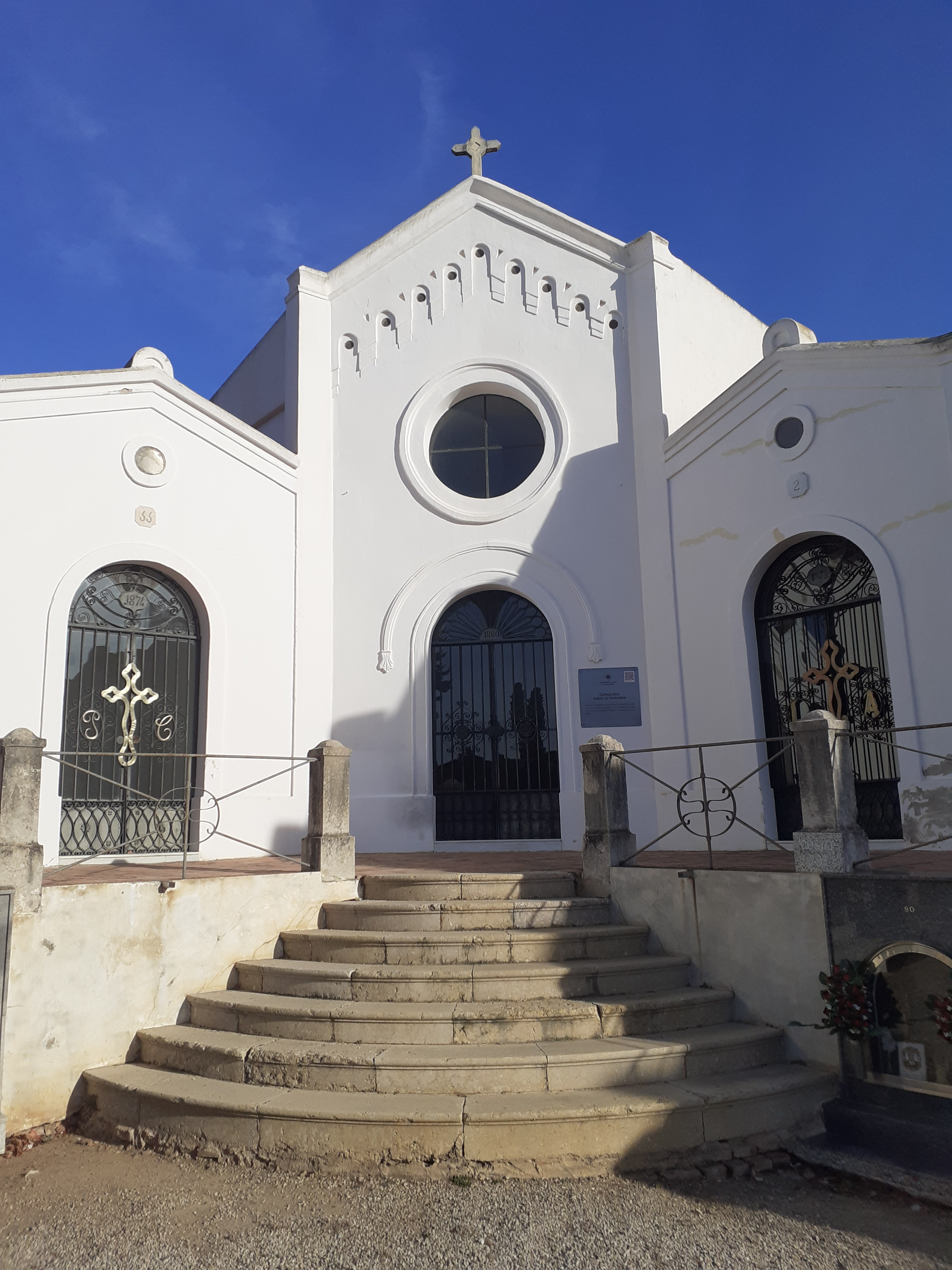
Capella dels Herois de Vilallonga al cementiri de Reus

La memòria del combat va perdurar molts anys i es va convertir en una commemoració tradicional del liberalisme reusenc, no sense batusses amb els partidaris de la ideologia carlina encara present a la ciutat. Pere Anguera explica que el 1908 al Teatre Bartrina del Centre de Lectura es va representar una obra de Jaume Fort Prats, Pàtria i llibertat, on es feien diverses al·lusions al combat bèl·lic succeït entre les poblacions del Morell i de Vilallonga. Un grup de carlins va promoure aldarulls que van acabar amb la seva expulsió, però una vintena més, des del galliner, tiraven paperets verds i grocs amb diversos impresos que insultaven l'autor de l'obra. Evarist Fàbregas va sortir a l'escenari a calmar els ànims, i no se'n va sortir. Cristóbal Litrán, que estava entre el públic, va cridar "Saludo a los mártires de Morell y Vilallonga" fet que encara va excitar més al públic. Finalment, Miquel Rojas, un dels actors, va demanar calma al públic, i que si deixaven acabar l'obra veurien que no s'atacava cap ideologia sinó que tenien la intenció d'explicar fets històrics. El record encara era molt viu entre els reusencs.
El 1938 l'ajuntament republicà, presidit per Ramir Ortega, va voler retre homenatge als soldats liberals morts en aquell combat en motiu del centenari de la batalla. Per això va encarregar a l'arquitecte Josep Simó Bofarull els plans per construir un monument a la plaça dels Quarters. L'escultor Antoni Aguadé en va fer una maqueta. El monument prenia la forma d'un obelisc de gran alçada que, al cap de munt, portava una estrella de cinc puntes que es podia il·luminar. El 21 de gener del 1938, la premsa donava la noticia de que el darrer ple municipal destinava 10.000 pessetes per a construir-lo. Les circumstàncies del moment van impossibilitar-ne la realització i tant Josep Simó com Antoni Aguadé se'n van anar a l'exili el 1939. L'ajuntament franquista va aprofitar la idea i va erigir a la remodelada Avenida de los Martires (avui plaça de la Llibertat) un monòlit a los caídos por Dios y por España, que posteriorment va ser transferida al Cementiri de Reus on queda fins avui